# 破壊ありがとう
破壊ありがとう（はかいありがとう）は、ASH&Dコーポレーションに所属する日本のお笑いトリオ。
早稲田大学お笑い工房LUDO出身。フリーでの活動後、2024年7月1日より現在の事務所に所属。

## メンバー
森もり（もりもり、1998年8月4日 - ）（27歳）
- 東京都出身。
- 早稲田大学 基幹理工学部 機械科学・航空宇宙学科卒業。
- 趣味は食事、大喜利、短歌、住宅街さんぽ
- 特技は、一瞬でマッチョになれる
- 好きな芸人はニューヨーク
- 芸名は「森もり」で一続きであり、苗字と名前に分かれてはいない。

田中机（たなかつくえ、1999年6月26日 - ）（26歳）
- 神奈川県出身。
- 早稲田大学 創造理工学部卒業。
- 趣味は水平思考ゲーム作り
- 特技は、ゲームを熱く語れる、小指だけ曲げられる
- 好きな芸人は東京03

木下もくめ（きのしたもくめ、2000年9月3日 - ）（24歳）
- 埼玉県出身。
- 津田塾大学 学芸学部 英語英文学科卒業。
- 趣味はミュージカル鑑賞、絵を描くこと、歌うこと
- 特技は、知らない曲をさも知っているかのように踊れる
- 好きな芸人はジャルジャル、かが屋

## 来歴
2020年、早稲田大学のお笑いサークル早稲田大学お笑い工房LUDOで出会う。それぞれ森もり大学4年・田中大学2年（一浪）・木下大学2年の時に入会しているが、LUDOの制度上では同期扱い（22期）。
2020年年末、破壊ありがとう結成。トリオ名の由来は、田中が『好きな言葉ある？』と他の二人に聞いたところ、森もりが『破壊』、木下が『ありがとう』と答えたことから。田中の好きな言葉『ピーチ』は採用されなかったため、『破壊ありがとう』という名前には納得がいっていない。
2021年2月、中野Studio twlにて初舞台。
2023年8月、単独ライブ・YouTubeを見たテアトロコントのキュレーター小西朝子に見出され、テアトロコント vol.63に演劇枠として出演。学生劇団出身のダウ90000がテアトロコントをきっかけにお笑いの世界から注目を浴びたのと対照的に、お笑いサークルから演劇界の注目を集めた。
2024年4月1日、フリーのプロとしての活動を開始。
2024年6月、stand.fmにて、ラジオ番組『破壊ありがとうのハザマ休憩所』を開始。開始当初は仮タイトルであったため、案を出し合った結果、田中案「破壊とありがとうの間の憩いの場所になってほしい」という意味の『ハザマ休憩所』に決定。
ただし、この経緯を収録した音声を誤って削除してしまったため、第２回放送にて結果だけが報告された。
2024年7月1日、現在の事務所ASH&Dコーポレーションへの所属を発表。
2024年12月、事務所所属後初となる単独ライブ『祭日前』を開催。全２回の公演は両日完売。
2025年7月、『破壊ありがとうのテアトロコント』を開催。通常は演劇1組、コント2組が各々30分ずつ3ブロックの上演を行うが、全てのブロックを破壊ありがとうが担当。10年続くこの公演に冠がつくのは初。演劇経験のある家族チャーハン江頭、もめんと竹田、かもめんたる槙尾をゲストに迎え、様々な形式のコントを上演した。
2025年8月、キングオブコント2025に1回戦より参加し、自身初となる準決勝進出を果たす。

## 芸風
- コントを専門とする。演劇性が高く、15〜30分程度の長尺のコントを得意とする。ライブや賞レースでは、3〜5分のコントも披露する。
- 森もりは純文学好きでキャラクター的な演技が得意、田中はミステリ好きで映画的な演技が得意、木下はミュージカル好きで舞台的な演技が得意と、好みや得意な演技スタイルがバラバラであるちぐはぐさが持ち味[14]。
- ネタ作りは田中が主導。田中が書いたものを、他の2人が良いかどうかを判断。そこから田中が台本を作成し、さらに全員で話し合いながら変えていくスタイル[14][15]。

## エピソード
- 結成までは、キュート盛り（森もり）・美少女ラーメン（田中）・脱獄チェルシー（木下）とそれぞれ別のコンビを組んでいたが、全て3か月ほどで解散。ピン芸人として活動していた田中を森もりが誘い、さらに田中が高校時代に脚本・演出を行った演劇を客として偶然観ていた縁で知り合った木下を加え結成。[14]
- 全員名前に「木」に関する単語（森・机・もくめ）が含まれており、「なぜ木属性なのか？」とよく聞かれるが、全くの偶然である。
- テアトロコント（演劇とコントが競演するユーロライブの定期公演イベント）を観た木下からその存在を聞いたメンバーは、いつの日か出演することを目標としていた。そのような折、2023年3月にテアトロコントに呼びたい旨のオファーをもらう。大学院に進学することが決まっていたメンバーはプロになるか迷っていた時期であったが、テアトロコントに出演させてもらうならプロとして本気でやっていきたいと将来について話し合い、出演を決意[14]。テアトロコントは毎回の公演の中で演劇枠・コント枠があるため、どちらの枠で出演するかを問われ、歴代のコント枠には錚々たる芸人が出演しており、コント枠では出演させてもらえないのではと考えた末、演劇枠で出演することにした。ただし、2度目の出演からはコント枠として出演。このような経緯もあり、オファーをくれたテアトロコントのキュレーター小西朝子のことを破壊ありがとうの「母」と呼んでいる[16]。
- 事務所の先輩芸人である十九人とは、お互いのラジオ番組への出演やツーマンライブの開催、十九人宅やディズニーで一緒に遊ぶ等、公私共に仲が良い。
- 星野源のオールナイトニッポン（2025年6月10日放送）にゲストとして出演したテレビプロデューサー佐久間宣行により、YouTubeに公開されているコント『運命』がおすすめとして紹介される[12]。

### 森もり
- ユリイカ2024年12月号の特集「お笑いと批評」に、『スポーツの呪いと平場』というタイトルでエッセイを寄稿[17]。また、中高時代は音ゲー（SOUND VOLTEX・pop'n music・REFLEC BEAT・jubeat・beatmania IIDX等）やデュエル・マスターズにのめり込んでおり、特にデュエル・マスターズは大阪の大会で3位に入賞したこともある等、多方面に造詣が深い[18]。
- 高校生時代、1年間アメリカミシガン州に留学していたため、英語が堪能。留学当時は言葉の壁にぶつかり、人と馴染めなかったため、空ばかり見ていた。そのため、帰国してからも空を見るとアメリカのことを思い出してしまう。また、この時のトラウマで犬が嫌いになってしまう[19]。

### 田中机
- 桐蔭学園高校1年生の時、課題提出のため訪れた物理実験室にて、偶然演劇部の上映会を目にする。上映後に勧誘され無視することも考えたが、変わるきっかけと思い直し入部。緑色の全身タイツを着て教室を巡る等の勧誘活動の結果、当初3人しかいなかった同学年の部員は13人まで増加。高校生最後の大会では、思いつくだけのエモさを詰め込んで書き上げた脚本と、部員からの「レミオロメン流さね」との言葉を受けて生まれた演目『カレハライダーズで待ってる』（作：田中大河）を上演し、第55回神奈川県高等学校演劇発表会にて、最優秀賞・創作脚本賞を受賞[20]。第52回関東高等学校演劇研究大会へと駒を進めるが、全国高等学校演劇大会への出場は逃す。また、この上演を木下が観ていたことが、破壊ありがとう結成へと繋がることになる[21]。
- 大学入学当初は、ただひたすらにバンザイするサークル「バンザイ同盟」に入部。100種類以上のさまざまなバンザイを1年間続ける。その後、幼馴染の大学入学を機に同サークルを辞め、LUDOに入会[14]。

### 木下もくめ
- 中学では図書委員長を務める等、優等生として過ごしていたが、東京喰種のキャラクター鈴屋什造の声真似や、友人の生徒会応援演説で整った美声を披露してしまったことで、計らずも学校中にその名を馳せる[19]。また、美術部に所属しており、今でも絵を描くことが好きなこともあって、現在では主催ライブや単独ライブ（『洒落臭い』まで）のフライヤーデザイン、グッズデザインを担当している[22]。
- 高校では演劇部に所属。これが後の田中との出会いにつながる。大学でもお笑い活動と並行して、4年間ミュージカルサークルでの活動を続け、現在では劇団の公演（東京にこにこちゃん『RTA・インマイ・ラヴァー』）にも積極的に参加している[23]。
- 英語がネイティブレベルで堪能。これは志望大学に進学するための努力や、英語のミュージカルを観ることで培ったものである[24][25]。中学校教諭一種免許状（英語）・高等学校教諭一種免許状（英語）を保持[19]。

## 賞レース戦績
| 年度             | 結果       |
| ---------------- | ---------- |
| 2024年（第17回） | 2回戦進出  |
| 2025年（第18回） | 準決勝進出 |

| 年度            | 結果       |
| --------------- | ---------- |
| 2024年（第2回） | 準決勝進出 |
| 2025年（第3回） | 準決勝進出 |

- NOROSHI 2024年 優勝[26]　早稲田大学お笑い工房LUDO「チームメリーランド」（放電、友田オレ、破壊ありがとう）として出場

## ライブ
| タイトル                 | 日時                                                  | 会場                                 |
| ------------------------ | ----------------------------------------------------- | ------------------------------------ |
| おととい                 | 2022年4月12日                                         | 東京・新宿バティオス                 |
| タラップ                 | 2022年12月4日                                         | 東京・阿佐ヶ谷アートスペースプロット |
| 破壊ありがとう単独ライブ | 2023年10月6日                                         | 東京・新宿バティオス                 |
| 洒落臭い                 | 2024年3月31日                                         | 東京・ユーロライブ                   |
| 祭日前                   | 2024年12月6日 / 12月7日                               | 東京・ユーロライブ                   |
| コーラ買って北極へ       | 2025年10月30日 / 10月31日 / 11月1日 / 11月2日（予定） | 東京・下北沢 小劇場Ｂ１              |

| タイトル        | 日時          | 会場                   | 主な出演者                                                                                          |
| --------------- | ------------- | ---------------------- | --------------------------------------------------------------------------------------------------- |
| 東京コントメンR | 2023年9月25日 | 東京・ユーロライブ     | ザ・ギース / ラブレターズ / 阿佐ヶ谷姉妹 / シンボルタワー / 十九人 / 破壊ありがとう(新人コントメン) |
| 東京コントメンR | 2024年2月1日  | 東京・武蔵野公会堂     | ザ・ギース / ラブレターズ / 阿佐ヶ谷姉妹 / シンボルタワー / 十九人 / 破壊ありがとう(新人コントメン) |
| 東京コントメンR | 2024年7月29日 | 東京・座・高円寺２     | ザ・ギース / ラブレターズ / 阿佐ヶ谷姉妹 / シンボルタワー / 十九人 / 破壊ありがとう                 |
| 東京コントメンR | 2025年1月24日 | 東京・座・高円寺２     | ザ・ギース / ラブレターズ / 阿佐ヶ谷姉妹 / シンボルタワー / 十九人 / 破壊ありがとう                 |
| 大阪コントメンR | 2025年3月9日  | 大阪・新世界ZAZA HOUSE | ザ・ギース / ラブレターズ / 阿佐ヶ谷姉妹 / シンボルタワー / 十九人 / 破壊ありがとう                 |
| 東京コントメンR | 2025年6月9日  | 東京・座・高円寺２     | ザ・ギース / ラブレターズ / 阿佐ヶ谷姉妹 / シンボルタワー / 十九人 / 破壊ありがとう                 |

| タイトル | 日時          | 会場               | 主な出演者              |
| -------- | ------------- | ------------------ | ----------------------- |
| ゴゴゴ   | 2025年5月14日 | 東京・ユーロライブ | 十九人 / 破壊ありがとう |

| タイトル                                                | 日時                                    | 会場               | 主な出演者                                                                           |
| ------------------------------------------------------- | --------------------------------------- | ------------------ | ------------------------------------------------------------------------------------ |
| テアトロコント vol.63                                   | 2023年8月25日 / 8月26日                 | 東京・ユーロライブ | 画餅 / 破壊ありがとう / かが屋 / ラブレターズ                                        |
| テアトロコント vol.66                                   | 2024年2月24日 / 2月25日（25日のみ出演） | 東京・ユーロライブ | 劇団ありよりのあり / スパイシーガーリック / 破壊ありがとう                           |
| テアトロコント特別編 「破壊ありがとうのテアトロコント」 | 2025年7月25日 / 7月26日                 | 東京・ユーロライブ | 破壊ありがとう / 家族チャーハン 江頭 / もめんと 竹田百花 / かもめんたる 槙尾ユウスケ |

| タイトル                       | 日時          | 会場                                 | 主な出演者 |
| ------------------------------ | ------------- | ------------------------------------ | --- |
| 皐月ありがとう                 | 2023年5月31日 | 東京・新宿スターフィールド           | 破壊ありがとう / 照山おうちごはん / はなればなれ / 無尽蔵 / えびしゃ                                                                     |
| 文月ありがとう                 | 2023年7月26日 | 東京・新宿スターフィールド           | 破壊ありがとう / 惹女香花 / 伝書鳩 / ボディ / 月は東に陽は西に                                                                           |
| 新春ありがとう                 | 2024年1月21日 | 東京・阿佐ヶ谷アートスペースプロット | 破壊ありがとう / 十九人 / レインマンズ / エアコンぶんぶんお姉さん / ジャンボタニシ / 放電 / 友田オレ / お越しの方                        |
| コントありがとう               | 2024年5月8日  | 東京・しもきたドーン                 | 破壊ありがとう / ド天国 / 十九人 / 都トム / サツマカワRPG / 牛女 / ガム / ぱやねぱやおき / 春葦波                                        |
| 破壊ありがとうが全部やるライブ | 2024年6月11日 | 東京・阿佐ヶ谷アートスペースプロット | 破壊ありがとう |
| コントありがとう               | 2024年7月19日 | 東京・しもきたドーン                 | 破壊ありがとう / どくさいスイッチ企画 / 写実派 / フランスピアノ / ぎょねこ / サスペンダーズ / 虹の黄昏 / ナユタ / あなたとネ             |
| コントありがとう               | 2025年2月27日 | 東京・しもきたドーン                 | 破壊ありがとう / 右大臣・左大臣 / バーズ / ヤッホイ / タワー / 人間横丁 / キャプテンバイソン / 牛女 / 2番目のアポロ                      |
| 4月ありがとう                  | 2025年4月12日 | 東京・阿佐ヶ谷アートスペースプロット | 破壊ありがとう / ヤッホイ / えびしゃ / 伝書鳩                                                                                            |
| コントありがとう               | 2025年5月28日 | 東京・新宿ハイジアV-1                | 破壊ありがとう / おおぞらモード / 谷口つばさ / ベルナルド / 姉はブロンド / コント集団ナナペーハー / 喫茶ムーン / マタンゴ / 忠犬立ハチ高 |

| タイトル         | 日時           | 会場               | 主な出演者                                    |
| ---------------- | -------------- | ------------------ | --------------------------------------------- |
| トマト館         | 2024年9月27日  | 東京・セシオン杉並 | 伝書鳩 / 惹女香花 / 友田オレ / 破壊ありがとう |
| トマト館         | 2024年10月25日 | 東京・セシオン杉並 | 伝書鳩 / 惹女香花 / 友田オレ / 破壊ありがとう |
| トマト館         | 2024年11月20日 | 東京・セシオン杉並 | 伝書鳩 / 惹女香花 / 友田オレ / 破壊ありがとう |
| トマト館 Special | 2024年12月19日 | 東京・方南会館     | 伝書鳩 / 惹女香花 / 友田オレ / 破壊ありがとう |
| トマト館         | 2025年1月20日  | 東京・セシオン杉並 | 伝書鳩 / 惹女香花 / 友田オレ / 破壊ありがとう |
| トマト館         | 2025年2月28日  | 東京・セシオン杉並 | 伝書鳩 / 惹女香花 / 友田オレ / 破壊ありがとう |
| トマト館         | 2025年3月20日  | 東京・セシオン杉並 | 伝書鳩 / 惹女香花 / 友田オレ / 破壊ありがとう |
| トマト館         | 2025年4月25日  | 東京・セシオン杉並 | 伝書鳩 / 惹女香花 / 友田オレ / 破壊ありがとう |
| トマト館         | 2025年5月22日  | 東京・新宿Fu-      | 伝書鳩 / 惹女香花 / 友田オレ / 破壊ありがとう |
| トマト館         | 2025年6月24日  | 東京・ばぐちか     | 伝書鳩 / 惹女香花 / 友田オレ / 破壊ありがとう |
| トマト館         | 2025年7月31日  | 東京・中野twl      | 伝書鳩 / 惹女香花 / 友田オレ / 破壊ありがとう |

## 出演

### テレビ
- ネタパレ（フジテレビ）
  - 2024年4月5日 「ニュースター勝ち抜きパレード」[33]
  - 2024年6月7日 「新ニュースター勝ち抜きパレード」[34]
  - 2024年8月2日 「ニュースターパレードSP」[35]
  - 2024年8月30日 「新ニュースターパレードチャンピオン大会」[36] 優勝[37]
  - 2025年1月1日 「元日SP NEW YEARグランプリ」
- ももクロちゃんと!（テレビ朝日）
  - 2024年6月22日 「ももクロちゃんと破壊ありがとう」
  - 2024年6月29日 「ももクロちゃんと破壊ありがとう～これからの3人～」[38]
- 週刊情報チャージ! チルシル（NHK総合）
  - 2025年2月15日 「パイロット版 情報チャージ! チルシル」(ブラックバイト再現コントパート出演)
  - 2025年4月19日 「身近なところに?オンラインカジノのキケン」(オンラインカジノ再現コントパート出演)[39]
  - 2025年6月28日 「政治家も推されたい！？選挙とＳＮＳ」(政治家・情報チャジ男パート出演)[40]
- すっかり にちようチャップリン（テレビ東京）
  - 2025年8月16日 全員初登場！これから芸人青田買いＳＰ前半戦[41]

### ラジオ
- 大竹まこと ゴールデンラジオ（文化放送）
  - 2024年12月19日 「大竹メインディッシュ」コーナー[3]
- 東京03の好きにさせるかッ!（NHKラジオ第1放送）
  - 2024年10月3日 コント「結婚式」[42]
  - 2025年4月10日 コント「結婚式」のみ再放送[43]
  - 2025年6月5日 コント「部長の葬式」[44]
- マイナビ Laughter Night（TBSラジオ）
  - 2024年6月14日[45]
  - 2025年7月11日 コント「歯磨き」[46]

### インターネット配信
- 必殺！十九人の3F無敵ラジオ（Radiotalk）
  - 2024年4月17日 ＃591 亀亀と森もりがいる（森もりのみ）[47]
  - 2024年9月2日 ＃729 破壊ありがとうとディズニー[48]
  - 2025年1月16日 ＃865 田中のパズル（木下のみ）[49]
  - 2025年3月8日 ＃916 破壊ありがとうと大阪に来た！[50]

### 舞台
- VISIONARY READING「三島由紀夫レター教室」（2025年10月9日〈予定〉、紀伊國屋ホール） - 丸トラ一 役（森もり）[51]